# Ljusnetjärnen (Vitsands socken, Värmland)
Ljusnetjärnen är en sjö i Torsby kommun i Värmland och ingår i Göta älvs huvudavrinningsområde. Sjön har en area på 0,213 kvadratkilometer och ligger 131,6 meter över havet.

## Delavrinningsområde
Ljusnetjärnen ingår i det delavrinningsområde (669224-134787) som SMHI kallar för Inloppet i Övre Brocken. Medelhöjden är 225 meter över havet och ytan är 44,52 kvadratkilometer. Räknas de 13 avrinningsområdena uppströms in blir den ackumulerade arean 317,73 kvadratkilometer. Norsälven (Ljusnan) som avvattnar avrinningsområdet har biflödesordning 2, vilket innebär att vattnet flödar genom totalt 2 vattendrag innan det når havet efter 380 kilometer. Avrinningsområdet består mestadels av skog (91 procent). Avrinningsområdet har 0,21 kvadratkilometer vattenytor vilket ger det en sjöprocent på 0,5 procent.